# Território disputado

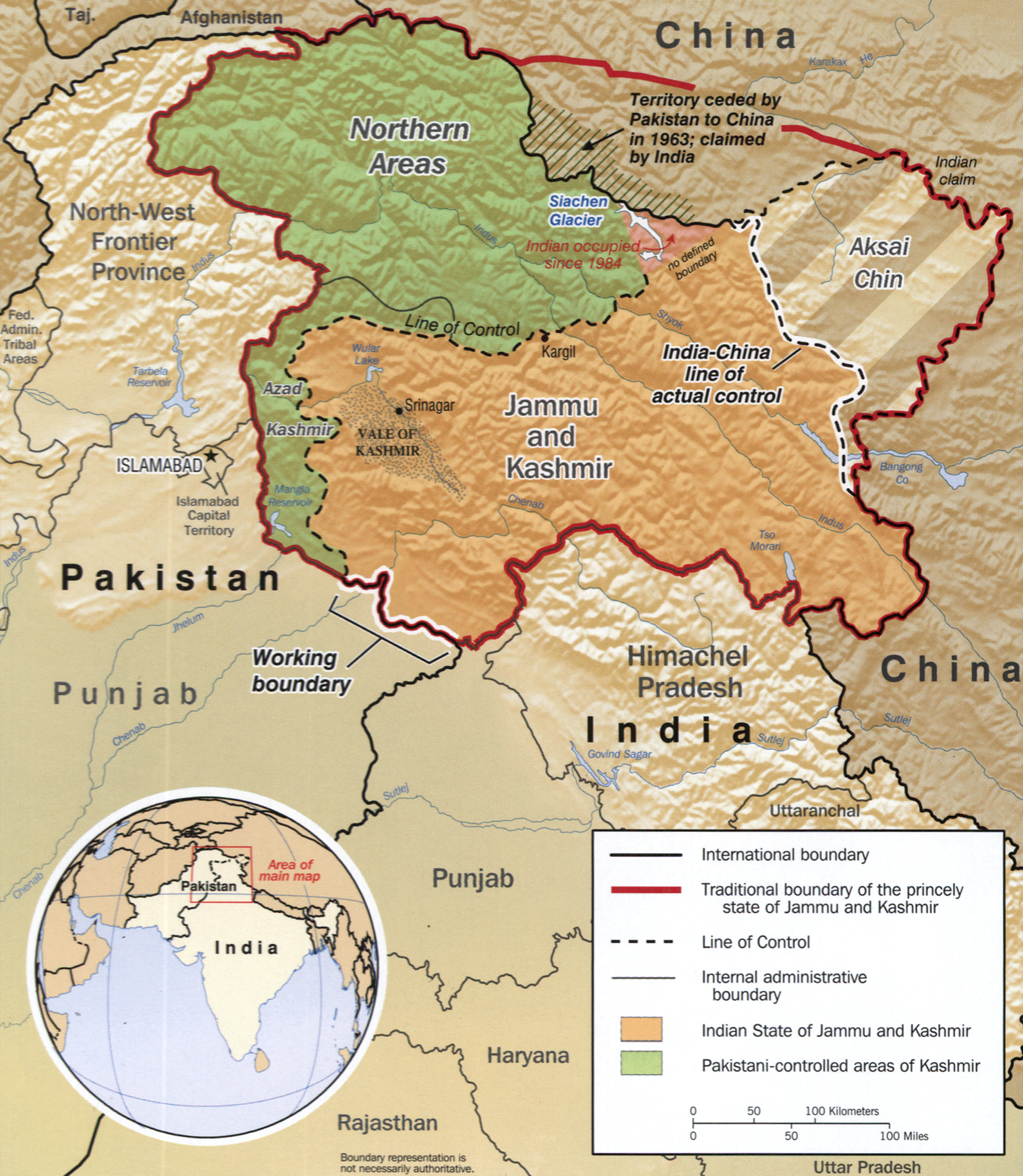
Mapa mostrando os territórios disputados da Caxemira.

Um território disputado é toda extensão territorial sobre a qual dois ou mais Estados soberanos manifestam discordância acerca da posse ou controle de suas terras. Pode surgir também depois que um Estado se apropria ou conquista a terra de outro — pode se citar, por exemplo, a anexação da Península da Criméia à Rússia —, ou quando um antigo Estado deixa de ser reconhecido por outro.
Estas disputas normalmente estão relacionadas à posse de recursos naturais, como rios, terras férteis, recursos minerais como o petróleo, embora também possam ser fomentadas por questões culturais, religiosas ou étnicas. Frequentemente, resultam do uso de uma linguagem pouco clara ou vaga nos tratados que estabeleceram as fronteiras originais.

## Nota
- Este artigo foi inicialmente traduzido, total ou parcialmente, do artigo da Wikipédia em inglês cujo título é «Territorial dispute».